# Бейшор (Північна Кароліна)
Бейшор (англ. Bayshore) — переписна місцевість (CDP) в США, в окрузі Нью-Гановер штату Північна Кароліна. Населення — 3833 особи (2020).

## Географія
Бейшор розташований за координатами 34°17′19″ пн. ш. 77°48′14″ зх. д. / 34.28861° пн. ш. 77.80389° зх. д. (34.288702, -77.803999).  За даними Бюро перепису населення США в 2010 році переписна місцевість мала площу 6,43 км², з яких 6,28 км² — суходіл та 0,15 км² — водойми.

## Демографія
Згідно з переписом 2010 року, у переписній місцевості мешкали 3393 особи в 1338 домогосподарствах у складі 937 родин. Густота населення становила 528 осіб/км².  Було 1413 помешкання (220/км²).
Расовий склад населення:
| - 93,3 % — білих - 2,5 % — чорних або афроамериканців - 1,1 % — азіатів - 0,1 % — корінних американців - 1,7 % — осіб інших рас |

До двох чи більше рас належало 1,3 %. Частка іспаномовних становила 3,6 % від усіх жителів.
За віковим діапазоном населення розподілялося таким чином: 26,3 % — особи молодші 18 років, 62,7 % — особи у віці 18—64 років, 11,0 % — особи у віці 65 років та старші. Медіана віку мешканця становила 39,5 року. На 100 осіб жіночої статі у переписній місцевості припадало 92,2 чоловіків;  на 100 жінок у віці від 18 років та старших — 90,5 чоловіків також старших 18 років.
Середній дохід на одне домашнє господарство  становив 69 596 доларів США (медіана — 55 500), а середній дохід на одну сім'ю — 78 982 долари (медіана — 80 250). Медіана доходів становила 41 577 доларів для чоловіків та 40 905 доларів для жінок. За межею бідності перебувало 11,0 % осіб, у тому числі 17,0 % дітей у віці до 18 років та 0,0 % осіб у віці 65 років та старших.
Цивільне працевлаштоване населення становило 1449 осіб. Основні галузі зайнятості: освіта, охорона здоров'я та соціальна допомога — 19,7 %, роздрібна торгівля — 17,4 %, науковці, спеціалісти, менеджери — 16,5 %.